# Алберт Вебер
Алберт Вебер (на немски: Albert Weber) е швейцарски художник.
Творбите му са комбинация от абстракция и реализъм (веберизъм). Работи с маслени бои, акрил, маджун, метал, бетон, диаманти, злато, сребро, мрамор, гранит, изработвайки скулптури, инсталации и съвременни творби.

## Биография и творчество
Алберт Вебер е роден на 24 октомври 1957 г. в Шафхаузен, Швейцария. Израства в Нюхаузен и Шафхаузен. Посещавал е начално училище в Нюхаузен и гимназия в Шафхаузен. Завършва Колеж по изкуства в Цюрих (1973 – 1977).
Негови творби са излагани в многобройни национални и интернационални арт галерии и музеи. Днес Алберт Вебер живее в област Цюрих.

### Творби
Някои от най-значимите творби на Алберт Вебер, наред с други, са абстрактните картини от серията Вестници и изкуство изработени с маслени и акрилни бои (TWO BLUE HANDS, 2001).
Полуабстрактните творби от серията Култура и животни представляват видоизменени предмети и обекти (MUSIC SHOE RED, 2003).
Картините от серията Ръцете представляващи различни позиции и знаци с ръце, са рисувани с маслени бои (VICTORY YELLOW, 2005).
Серията с животните включва материални и абстрактни илюстрации на животни, рисувани с маслени бои, шпакловани в цветни комбинации (веберизъм), (PODICEPS CRISTATUS, 2006).
Някои от новите творби на Вебер са REVOLUTION, 2011, CHE GUEVARA, изработена с метални шипове, както и скулптурата (инсталация) HIGH HEEL MEN, 2012, BARACK OBAMA, изработени от полиестер и други различни леки материали.
През годините 2010 – 2015 авторът изработва различни творби, комбинация от реализъм и абстракция, рисувани с маслени бои.

## Изложби

### Самостоятелни изложби
- 2012 Trump-Tower, Истанбул, Турция
- 2012 Hotel Sacher, Виена, Австри
- 2012 Svenska Konstgalleriet, Малмьо, Швеция
- 2013 Галерия Dr. Bohner, Манхайм, Германия
- 2012 Музей MOYA, Виена, Австрия
- 2015 Галерия Ina Dederer & Friends, Цюрих, Швейцария
- 2015 Арт Музей Klausenburg, Румъния

### Групови изложби
- 2012 Berliner Liste, Берлин, Германия
- 2012 Suisse-Arte, Базел, Швейцария
- 2012 Art and Living, Ротердам, Холандия
- 2013 Ward Nasse Gallery, Ню Йорк, САЩ
- 2013 Southern Nevada Museum, Лас Вегас, САЩ (Пролет 2013)
- 2013 Carrousel Musee de Louvre, Париж, Франция
- 2013 Southern Nevada Museum, Лас Вегас, САЩ (Есен 2013)
- 2014 Art Monaco, Монте Карло, Монако
- 2014 St. Art, Страсбург, Франция
- 2015 Austria Museum of folk live and art, Виена, Австрия
- 2015 Museum Castello Estense Ferrara, FE, Италия

### Публикации
- Между реално и абстрактно (2011) – New Art Publishers Inc, Щутгарт, предговор от Проф. Петер Хейткампер, Германия и Верена Зайнер, Германия – ISBN 978-3-938023-68-6.

## Награди
- Spirit of Art – Виена 2015

Първо място на Международна изложба на Съвременното изкуство 25 – 28 юни 2015 в Австрийски музей за фолклор и изкуство, Виена, 24 артисти от Австрия, Обединени арабски емирства, Белгия, Германия, Франция, Мексико, Испания, Швеция, Израел, Аржентина, Словакия и Швейцария, представляващи повече от 60 творби.